# Abovci
Abovci (v základním tvaru Aba) je jeden z nejstarších a nejvýznamnějších uherských šlechtických rodů. Pojmenován byl po svém nejvýznamnějším členovi Samuelu Abovi, který byl třetím uherským králem. Abovci postavili Slanecký hrad a hrad Branč.

## Dějiny

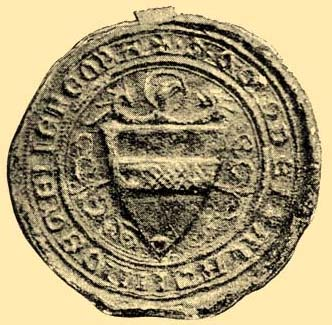
Pečeť Omodeje Aby, začátek 14. stol.

Předkové rodu pocházeli z části Chazarů, kteří se v 9. století odtrhli od Chazarského kaganátu a přidali ke starým Maďarům. Nejstarším známým předkem byl Pata, který si pod Matrou (Heveš) postavil hrad. Po vzniku Uherska získali rozsáhlé majetky v okolí pohoří Mátra a později i severněji, v Abově a Šariši. Na vrchol svého vlivu dosáhli v době vlády krále Štěpána I., když se příbuzný Samuel Aba stal uherským palatinem a později v letech 1041–1044 i zvoleným uherským králem. V roce 1067 založili rodový benediktinský klášter v Százdě a v roce 1143 v Krásně nad Hornádem. V arpádovských časech se mnozí Abovci stali nejvyššími zemskými hodnostáři a soudci. Z písemných pramenů z 13.–14. století je možné doložit až 28 rodových větví. Významný vliv si Abovci, a zejména jejich větev Omodejové, udrželi až do začátku 14. století.
Na svoji, na panovníkovi nezávislou politiku, však doplatili po nástupu krále Karla Roberta z Anjou, který je v roce 1312 u Rozhanovců porazil a zkonfiskoval velkou část jejich majetků. Ve středověku z rodu Abovců vzešlo více než 20 samostatných šlechtických rodů. Z území nynějšího Slovenska to byli například šlechtici z Hosťoviců (Vendégi), z Bertótovců (Bertóty), ze Širokého (Širokai), z Hendrichovců (Hedri), z Drienova (Šomoši), z Lipovca (Kecer) a mnohé další.